# Google Fonts
Google Fonts (abans conegut com a Google Web Fonts) és un tipus de lletra d'ordinador i servei de fonts web propietat de Google. Això inclou famílies de fonts gratuïtes i de codi obert, un directori web interactiu per navegar per la biblioteca i API per utilitzar els tipus de lletra mitjançant CSS i Android. Els tipus de lletra populars de la biblioteca de Google Fonts inclouen Roboto, Open Sans, Lato, Oswald, Montserrat, Source Sans Pro i Raleway.

## Història
Google Fonts es va llançar el 2010 i es va renovar el 2011, 2016, i 2020.
El 3 de març de 2020, Google va actualitzar el lloc web del catàleg amb suport per a fonts variables. El 2 de març de 2021, l'equip de Google Fonts va anunciar que afegia suport per a icones de codi obert.
El juny de 2022, Google Fonts tenia un total de 1.424 famílies de fonts, que incloïen 242 variables de famílies de fonts.

## Biblioteca de fonts
La biblioteca es manté a través del repositori GitHub de Google Fonts, on es poden obtenir directament tots els fitxers de tipus de lletra. Els fitxers font de moltes de les fonts estan disponibles als dipòsits git dins de l'organització GitHub de Google Fonts, juntament amb les eines de programari lliure utilitzades per la comunitat de Google Fonts.

### Llicències i distribució
La majoria dels tipus de lletra es publiquen sota la llicència SIL Open Font License 1.1, mentre que alguns es publiquen sota la llicència Apache⁣; ambdues són llicències lliures.
La biblioteca de fonts també la distribueixen els serveis SkyFonts i Adobe's Edge Web Fonts i Adobe Fonts (anteriorment Typekit) de Monotype.

## Problemes de privadesa
El febrer de 2022, un tribunal alemany va dictaminar que un lloc web que utilitzava Google Fonts infringia el Reglament General de Protecció de Dades (GDPR) de la Unió Europea en transmetre informació d'identificació personal (adreça IP) a Google sense el consentiment de l'usuari o sense un interès legítim per fer-ho.